# سرپرستی فرزند توسط همجنس‌گرایان
در کشورهایی که ازدواج همجنس‌گرایان یا اتحاد مدنی به رسمیت شناخته می‌شود قانون اجازه به سرپرستی گرفتن فرزند را توسط این زوج‌ها می‌دهد. البته در برخی کشورها که همجنس‌گرایان حق ازدواج یا اتحاد مدنی را دارند اجازه سرپرستی فرزند را ندارند. در حال حاضر هفتصد هزار کودک در آمریکا در خانواده‌های همجنس‌گرا زندگی می‌کنند.

## موافقان
آخرین جامعه فرزند خواندگی کاتولیک بریتانیا اعلام کرده‌است که اگر قانونی برای توانایی گرفتن فرزند توسط زوج‌های همجنس‌گرا تصویب شود، یافتن خانه برای کودکان بی‌سرپرست را متوقف خواهد کرد. شورای مسلمانان بریتانیا نیز با این سازمان هم نظر است. مؤسسه خیریه کاتولیک بوستن نیز کار خود در ارتباط با یافتن خانه برای کودکان بی‌سرپرست را به این دلیل که تصویب این قانون برخلاف مناسک دینی آن‌ها می‌باشد، پایان داده است.

## پژوهش‌ها

### موسسات
انجمن روان‌شناختی آمریکا در سال ۲۰۰۴ اعلام داشت:
بنیاد ازدواج مدنی به یک وضعیت اجتماعی و منفعات‌ها، حقوق و مزایای حقوقی اشاره می‌کند. ... به زوج‌های همجنس‌گرا برخورداری از این مزایا سرباز زده می‌شود. ... زوج‌های همجنس‌گرایی که وارد یک اتحاد مدنی می‌شوند نمی‌توانند به همان حقوق، مزایا و منفعت‌هایی که قوانین فدرال برای زوج‌های مزدوج محیا می‌کند دست پیدا کنند ... مزایا، حقوق و منفعت‌های یک همخانگی قانونی به طور جهانشمول در دسترسی نیست و برابر با این حقوق با ازدواج نیست و به دشواری می‌تواند به آن تبدیل شود ... انکار دسترسی به ازدواج در زوج‌های همجنس می‌تواند به افراد به ویژه کسانی که تبعیض به خاطر سن، نژاد، قومیت، ناتوانی، جنسیت و هویت جنسی، دین و وضعیت اجتماعی-اقتصادی صدمه بزند ... انجمن روان‌شناختی آمریکا بر این باور است که ناعادلانه و تبعیض‌آمیز است که به زوج‌های همجنس دسترسی حقوقی یکسانی به ازدواج‌های مدنی و منفعت‌های پی آن داده نشود.
انجمن جامعه‌شناسی آمریکا در سال ۲۰۰۴ اعلام کرد:
... یک متمم بر قانون اساسی که ازدواج را بین یک زن و یک مرد تعریف کند؛ عمدا باعث تبعیض میان زنان و مردان همجنس‌گرا و همچنین فرزندانشان و دیگر وابستگانشان می‌شود از آنجایی که امکان دسترسی به محافظت‌ها، مزایا و مسولئیت‌هایی که به یک زوج مزدوج است را سلب می‌کند ... ما معتقدیم که توجیه رسمی برای متمم بر قانون اساسی بیشتر بر پایه تعصب بنا شده‌است تا پژوهش تجربی ... انجمن جامعه‌شناسی آمریکا به شدت مخالف متمم قانون اساسی برای تعریف ازدواج به صورت پیمان یک مرد و یک زن است..
انجمن انسان‌شناسی آمریکا در سال ۲۰۰۵ اعلام کرد:
نتایج بیش از یک سده پژوهش‌های انسان‌شناسی بر روی خانواده‌ها، و روابط فامیلی در میان فرهنگ‌های گوناگون در طول زمان هیچ‌گونه پشتیبانی از این دیدگاه به دست نمی‌دهد که یک جامعه فقط نیازمند ازدواج به صورت یک نهاد دگرجنس‌گرایانه است. پژوهش‌های انسان‌شناسی نشان می‌دهد که انواع بسیاری از خانواده‌ها منجمله روابط همجنس‌گرایانه می‌توانند بر جامعه پایدار و انسانی بشری مشارکت داشته باشند.
آکادمی پزشکی اطفال آمریکا در سال ۲۰۰۶ در ژورنال پدیاتریکس اعلام کرد:
مدارک فراوانی موجود است که کودکانی که توسط والدین با جنسیت یکسان بزرگ می‌شوند به همان خوبی کودکانی هستند که از والدین دگرجنس‌گرا بزرگ شده‌است. بیش از ۲۵ سال پژوهش مستندشده نشان می‌دهد که هیچ‌گونه رابطه‌ای بین گرایش جنسی والدین و هرگونه خصوصیت احساسی، روانی، و رفتاری کودک وجود ندارد. این داده‌ها نشان می‌دهد که هیچ‌گونه خطری برای کودکان وجود ندارد که یک یا بیشتر سرپرستان همجنس‌گرا داشته‌باشد. افراد بالغ وظیفه‌شناس و پرورش‌دهنده، چه مرد باشند چه زن، همجنس‌گرا یا دگرجنس‌گرا، می‌توانند سرپرستان عالی باشند. حقوق، مزایا و حفاظت‌های یک ازدواج مدنی می‌تواند این خانواده‌ها را بیش از پیش تقویت کند.
کالج سلطنتی روانکاوان (انگلیس) اعلام کرده‌است:
افراد همجنس‌گرای زن، مرد یا دوجنس‌گرا اعضای با ارزش جامعه هستند و باید اینگونه در نظر گرفتند شوند و باید حقوق و مسئولیت‌های برابر با بقیه شهروندان داشته‌باشد. این شامل ... حقوق و مسئولیت‌های یک همخانگی مدنی است.

## یادداشت
1. ↑  The institution of civil marriage confers a social status and important legal benefits, rights, and privileges. ... Same-sex couples are denied equal access to civil marriage. ... Same-sex couples who enter into a civil union are denied equal access to all the benefits, rights, and privileges provided by federal law to married couples ... The benefits, rights, and privileges associated with domestic partnerships are not universally available, are not equal to those associated with marriage, and are rarely portable ... Denial of access to marriage to same-sex couples may especially harm people who also experience discrimination based on age, race, ethnicity, disability, gender and gender identity, religion, and socioeconomic status ... the APA believes that it is unfair and discriminatory to deny same-sex couples legal access to civil marriage and to all its attendant benefits, rights, and privileges
2. ↑  ... a constitutional amendment defining marriage as between a man and a woman intentionally discriminates against lesbians and gay men as well as their children and other dependents by denying access to the protections, benefits, and responsibilities extended automatically to married couples ... we believe that the official justification for the proposed constitutional amendment is based on prejudice rather than empirical research ... the American Sociological Association strongly opposes the proposed constitutional amendment defining marriage as between a man and a woman
3. ↑  The results of more than a century of anthropological research on households, kinship relationships, and families, across cultures and through time, provide no support whatsoever for the view that either civilization or viable social orders depend upon marriage as an exclusively heterosexual institution. Rather, anthropological research supports the conclusion that a vast array of family types, including families built upon same-sex partnerships, can contribute to stable and humane societies
4. ↑  There is ample evidence to show that children raised by same-gender parents fare as well as those raised by heterosexual parents. More than 25 years of research have documented that there is no relationship between parents' sexual orientation and any measure of a child's emotional, psychosocial, and behavioral adjustment. These data have demonstrated no risk to children as a result of growing up in a family with 1 or more gay parents. Conscientious and nurturing adults, whether they are men or women, heterosexual or homosexual, can be excellent parents. The rights, benefits, and protections of civil marriage can further strengthen these families.
5. ↑  ... lesbian, gay and bisexual people are and should be regarded as valued members of society who have exactly similar  [کذا] rights and responsibilities as all other citizens. This includes ... the rights and responsibilities involved in a civil partnership ...